# Maximilian Karl von Thurn und Taxis

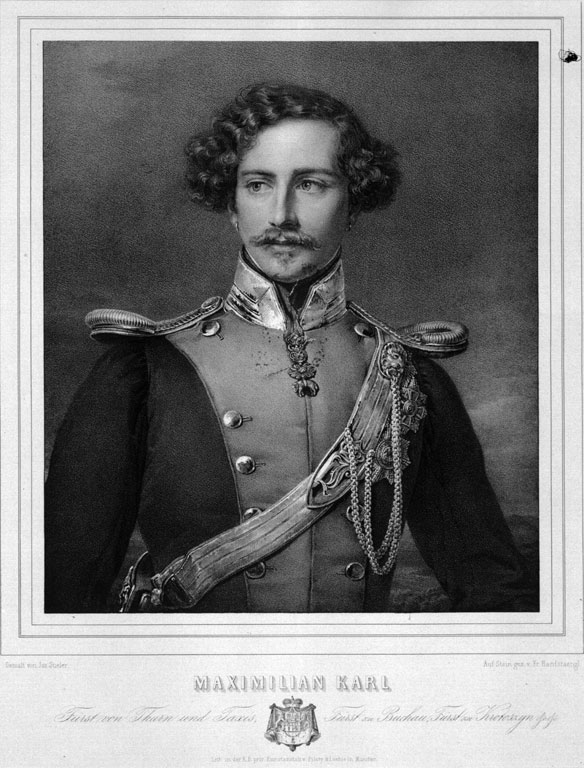
Fürst Maximilian Karl

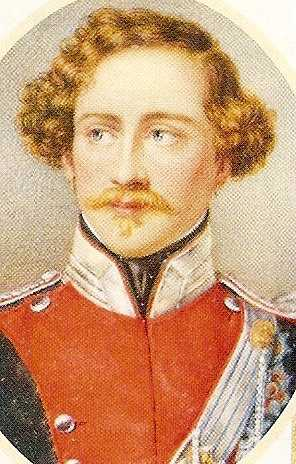
Zeitgenöss. Gemälde

Maximilian Karl von Thurn und Taxis (* 3. November 1802 in Regensburg; † 10. November 1871 ebenda) war von 1827 bis 1871 sechster Fürst von Thurn und Taxis und bis 1867 Leiter der privaten Thurn-und-Taxis-Post.

## Leben
Er wurde als viertes Kind des Fürsten Karl Alexanders von Thurn und Taxis und seiner Ehefrau Therese Mathilde, Herzogin von Mecklenburg-Strelitz, Schwester der Königin Luise von Preußen, am 3. November 1802 im so genannten Inneren Palais (heute fürstliches Schloss St. Emmeram) geboren.
Über seine Mutter war Maximilian Karl mit vielen regierenden Monarchen des Deutschen Bundes eng verwandt. Die Könige Friedrich Wilhelm IV. und Wilhelm I. von Preußen, König Georg V. von Hannover, Großherzog Friedrich Wilhelm II. von Mecklenburg-Strelitz und Herzog Joseph von Sachsen-Altenburg waren allesamt seine Vettern ersten Grades.
Bereits im Alter von neun Jahren wurde er zum Unterlieutenant im Kgl. bay. vierten Chevaulegers-Regiment König ernannt. Nach vierjähriger Erziehung im schweizerischen Bildungsinstitut Hofwyl trat er am 25. August 1822 in die bayerische Armee ein. Nach dem Tod seines Vaters im Jahre 1827 bat er um seine Entlassung aus der Armee. Anschließend widmete er sich seiner neuen Aufgabe als Oberhaupt des Hauses Thurn und Taxis, wobei er von seiner Mutter Therese Mathilde beraten und unterstützt wurde.
Am 24. August 1828 heiratete er nicht standesgemäß Reichsfreiin Wilhelmine von Dörnberg, genannt Mimi. Die Ehe brachte fünf Kinder hervor. Im siebten Ehejahr verstarb die Fürstin im Alter von nur 32 Jahren. Maximilian Karl trauerte sehr und errichtete im Residenzschloss St. Emmeram das neugotische Mausoleum für seine Frau. Auf einem Bronzekasten, der neben ihrer Herzurne auch eine Büste des Bildhauers Christian Daniel Rauch enthält, befindet sich ein Vers des Fürsten: Hier ruht mein Glück, hier schläft ihr Herz, hier klagt die Liebe ew’gen Schmerz.
Am 24. Januar 1839 heiratete er im Fürstlichen Residenzschloss zu Oettingen im bayerischen Schwaben in zweiter Ehe Prinzessin Mathilde Sophie zu Oettingen-Oettingen und Oettingen-Spielberg. Sie hatten elf Kinder, unter anderem Paul von Thurn und Taxis, der wegen seiner Freundschaft zu Ludwig II. 1866 als Intendant des Münchener Hoftheaters fungierte.

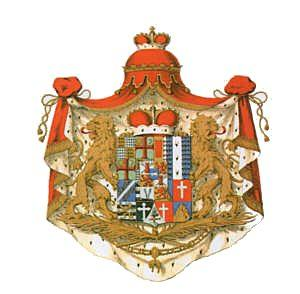
Wappen des Fürstenhauses von Thurn und Taxis

Sein ältester Sohn aus erster Ehe Maximilian Anton, Erbprinz von Thurn und Taxis, heiratete 1858 in Possenhofen Herzogin Helene in Bayern, genannt Nene, die Schwester der Kaiserin Elisabeth von Österreich. Maximilian Karl überlebte seinen Sohn um vier Jahre und starb am 10. November 1871 im Residenzschloss St. Emmeram zu Regensburg. Er wurde neben Mimi im Mausoleum bestattet.
1836 wurde Maximilian Karl von Thurn und Taxis mit dem Großkreuz des Ordens der Württembergischen Krone ausgezeichnet.

## Rolle als Postunternehmer
Im Jahre 1827 wurde er als Nachfolger seines Vaters Leiter der privaten Thurn-und-Taxis-Post, deren Zentrale in Frankfurt am Main war. Mit der Annexion der Freien Stadt Frankfurt durch die Preußen im Jahre 1866 und der zwangsweisen Abtretung der Thurn-und-Taxis-Post gegen eine Entschädigung endete die Zeit der privaten Thurn-und-Taxis-Post. Die Übergabe erfolgte am 1. Juli 1867.

## Nachkommen

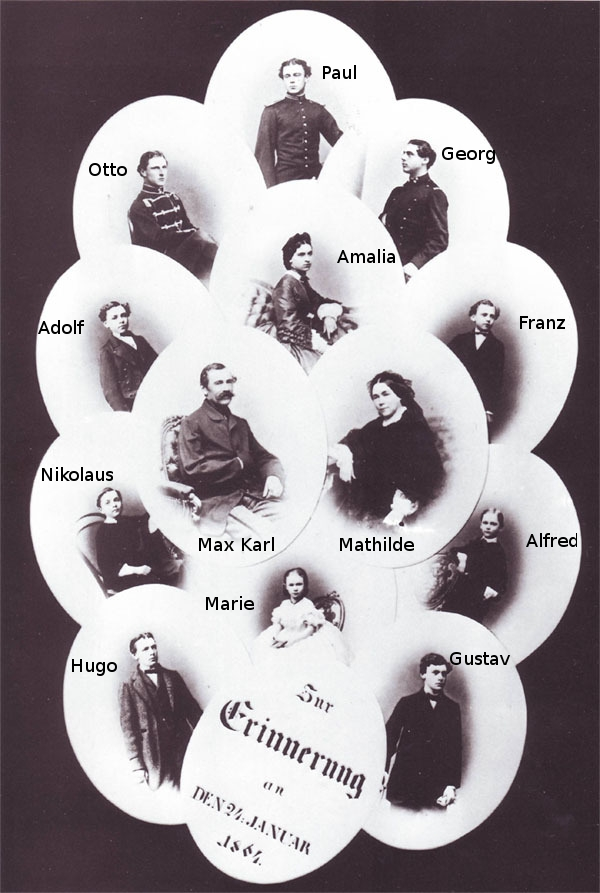
Maximilian Karl mit seiner zweiten Ehefrau im Kreise ihrer Kinder (Fotocollage aus dem Jahr 1864).

Aus seiner ersten Ehe mit Reichsfreiin Wilhelmine von Dörnberg (1803–1835) entstammen folgende Kinder:
1. Karl Wilhelm (1829–1829)
2. Theresia Mathildie Amalie Friedrike Eleonore (1830–1883) ⚭ 1852 (Scheidung 1854) Alfred von Beaufort-Spontin (1816–1888); Zweite Ehe ⚭ 1856 mit Wilhelm von Pirch († 28. September 1881)
3. Maximilian Anton Lamoral (1831–1867) ⚭ Helene in Bayern (1834–1890)
4. Egon Maximilian (1832–1892) ⚭ 1871 Viktoria Edelspacher de Gyoryok (1841–1895)
5. Theodor Georg (1834–1876) ⚭ 1865 Freiin Melanie von Seckendorff (1841–1919)

Aus seiner zweiten Ehe mit Mathilde Sophie zu Oettingen-Oettingen und Oettingen-Spielberg (1816–1886) entstammen folgende Kinder:
1. Otto (1840–1878) ⚭ 1867 Maria de Fontelive-Vergne, ab 1. August 1867 Freifrau von Pernstein (1842–1879)
2. Georg (1841–1874) ⚭ 1870 Anna Frühwirth (1841–1884)
3. Paul (1843–1879) ⚭ 1868 Elise Kreutzer (1845–1936)
4. Amalie (1844–1867) ⚭ Otto von Rechberg und Rothenlöwen zu Hohenrechberg (1833–1918)
5. Hugo (1845–1873)
6. Gustav (1848–1914) ⚭  1877 Karoline von Thurn und Taxis (1846–1931)
7. Adolf (1850–1890) ⚭ 1875 Franziska Grimaud von Orsay (1857–1919)
8. Franz (1852–1897) ⚭ 1883 Theresia Grimaud von Orsay (1861–1947)
  1. Gustav (1888–1919)
9. Nikolaus (1853–1874)
10. Alfred (1856–1886)
11. Marie Georgine (1857–1909) ⚭ 1889 Wilhelm von Waldburg zu Zeil und Trauchburg (1835–1906)